# Silsand
Silsand är en tätort i Senja kommun i Troms fylke i norra Norge. Orten är belägen vid Gisundet på östsidan av ön Senja. Gisundsbron mellan Silsand och Finnsnes förbinder Senja med fastlandet. I Silsand finns ett fågelslakteri.
Orten tillhörde tidigare dåvarande Lenviks kommun.